# Кельтская мифология

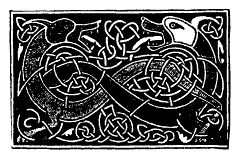
Кельтский орнамент

Кельтская мифология — мифологические представления континентальных и островных кельтов. Сформировалась в первоначальной области их расселения в Центральной Европе (к северу от Альп). Последующее развитие происходило в условиях расселения кельтских племён во 2-й половине 1-го тысячелетия до н. э. на Европейском континенте и Британских островах и соприкосновения с автохтонным населением.

## Общие сведения
Кельты жили по законам родоплеменного общества. Их культура была богата легендами и преданиями, которые веками передавались из уст в уста и, как правило, сохранились в нескольких вариантах, как, впрочем, и сами кельтские имена и названия. Археологические раскопки, проведённые в последнее время, помогли пополнить знание об образе жизни и традициях народа. Так же, как и большинство древних народов, кельты верили в загробную жизнь, и при захоронении оставляли с умершим много бытовых предметов: тарелки, блюда, инструменты, оружие, ювелирные украшения, вплоть до телег и повозок с лошадьми.
Центральную роль в мифологии занимала вера в переселение душ, что уменьшало страх перед смертью, и во время войн поддерживало храбрость и самоотверженность.
В наиболее тяжёлых жизненных ситуациях, таких как война, болезни или другие опасности, приносились также человеческие жертвоприношения.
Кельтская мифология оказала большое влияние на мировую литературу. Многие писатели, такие как Шекспир, Вордсворт, Теннисон и другие, вдохновлялись интереснейшими легендами о Кухулине, о короле Артуре, о любви Тристана и Изольды, о племенах богини Дану.

## Пантеон

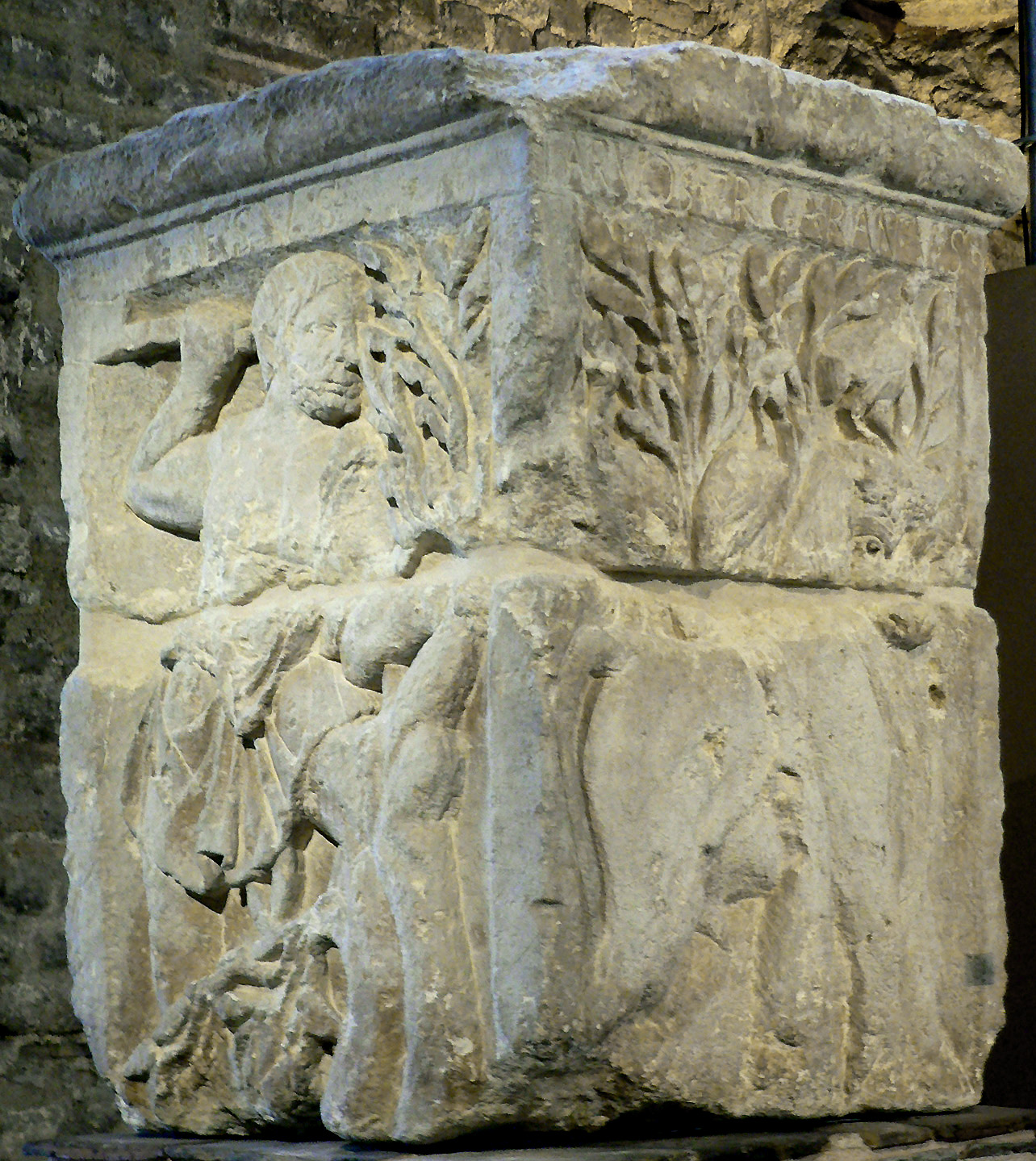
Кельтские божества Езус (Эз) и Tarvos Trigaranus — Бык с тремя журавлями, изображённые на так называемом «Монументе парижских лодочников» (I в. н. э.). Мотив трёх священных журавлей и быка встречается и в ирландской мифологии.

Попытка реконструкции пантеона богов для всего кельтского мира является спорной. Сведения о кельтских божествах редко сопоставимы хронологически и географически. Данные о пантеоне континентальных кельтов (как и кельтов доримской Британии) настолько отрывочны, что не дают возможности установить его структуру. Из текста римского поэта I в. Лукана и средневековых схолий (толкований) на его сочинения известно о Езусе (способ принесения жертв этому богу — повешение на дереве), о Таранисе — боге грома (жертвы, приносимые ему, сжигались) и Тевтате (жертвы ему топились в воде или в бочке). Все эти божества присутствуют среди галло-римских изображений и посвящений, а характер приносимых им жертв допускает сопоставление с мотивом тройственной смерти, общим для мифологии индоевропейских народов. Известны многие этнонимические имена кельтских богов: Аллоброкс — бог племени аллоброгов, Арамо — арамиков, богиня Воконтия — воконтиев и др. В процессе романизации многие римские боги получили местные эпитеты, но о каком-либо отождествлении местных и римских богов говорить невозможно: существовала лишь соотнесённость (не всегда устойчивая — местные имена нередко связывались с несколькими римскими божествами) определённых внешних аспектов кельтских и римских богов. Множество имен континентальных божеств известно из уникальных и не подкреплённых иконографией памятников. Исключение составляют галльские Эпона, Кернунн, Суцелл, Нантосвельта, Розмерта и некоторые другие.
В Британии засвидетельствовано около 40 имен местных божеств, но о половине из них ничего не известно, кроме имени. Ряд божеств кельтов Британии имеет явные соответствия в ирландской и валлийской мифологии: Ноденс — ирландский Нуаду, Бригантия — Бригита, божество Мапонус («юный») сопоставимо с ирландским божественным персонажем Мак Ок, сыном Дагды. Этот бог ассоциировался с Аполлоном, так же как и галльский Беленос. Место, сходное с Беленосом, занимал, очевидно, галльский Граннос, сопоставимый с ирландским женским божеством Греине (от ирл. grian — «Солнце»). Часть божеств представлена только иконографическим материалом (например изображения трёхликого или трёхголового божества, божества со змеёй, группы из трёх богинь-матерей), имена богов остаются неизвестными.
Больше известно о пантеоне кельтов Ирландии, сведения о котором сохранились в памятниках литературной традиции (в частности, во «Второй битве при Мойтуре» — о племенах богини Дану и пире Гоибниу, центральным эпизодом которого является приготовление этим богом магического напитка для подкрепления богов, сражающихся с фоморами, «нижними демонами»). В их весьма обширном пантеоне наиболее важные божества принадлежат к Племенам богини Дану, некоторым из них имеются соответствия среди т. н. потомков Дон валлийской традиции, известной главным образом из «Четырёх ветвей Мабиногион» — повествований, оформившихся в кон.11 в. и впитавших многие темы и отдельные элементы древней мифологии. Так, валлийский Ллеу, сын Арианрод, сходен с ирландским (и галльским) Лугом, персонажу ирландского божественного кузнеца Гоибниу соответствует валлийский Гофаннон, ирландскому Мананнану сыну Лира — валлийский Манавидан сын Ллира (стоявший, как и Мананнан, несколько в стороне от «потомков Дон») и т. д.
Среди письменных источников важную роль играет сообщение Юлия Цезаря («Записки о галльской войне», VI.16-18), дающего сравнительно полный перечень древнекельтских богов по их функциям. Однако он не называет их галльские имена, а полностью отождествляет с представителями римского пантеона. «Из богов они больше всего почитают Меркурия. Он имеет наибольшее количество изображений, галлы считают его изобретателем всех искусств и проводником всех дорог и путей и полагают, что он имеет наибольшую силу в том, что касается приобретения состояния и торговли. После него (почитают) Аполлона, Марса, Юпитера и Минерву. В отношении этих божеств галлы имеют почти такие же представления, как другие народы: Аполлон отгоняет болезни, Минерва учит основам искусства и мастерства, Юпитер управляет небесами, Марс заведует военным делом».
Здесь же Цезарь упоминает «Диспатера», от которого, по словам друидов, произошли галлы. К данной классификации надо относиться серьёзно, помня, что кельтская и итало-греческая мифологии глубоко родственны. После завоевания Галлии и её романизации, развернулся процесс слияния обоих пантеонов, причем он носил осмысленный характер. Галлы выбирали для своих богов римские имена по принципу соответствия иконографии и функций (так же, как века спустя язычники по всей Европе отождествляли мифологических персонажей с христианскими святыми). К чести Цезаря, он сумел из множества кельтских образов выделить почти все основные мифологические типы, которые под обозначенными им римскими именами позднее почитались галло-римлянами. Кое-что, он, разумеется, упустил. К тому же прямое отождествление выхолащивает интересные особенности кельтской мифологии.
Итак, говоря о древнекельтских (галльских и, в меньшей степени, бриттских) божествах, обычно называют следующие имена: Таранис, Кернунн, Езус, Тевтат, Луг, Беленус, Огмиос, Бригантия. Кроме того, стоит упомянуть ещё и сверхъестественных существ кельтской мифологии: огров, лепреконов и клуриконов, фей, агуан, водяных лошадей или эх-ушкье (и их разновидность — агисков), спригганов, шелков, Бугул-Ноз.
В современной мифологии духовных учений «Нового века» («Нью-Эйджа»), важность и значимость приписывают альтернативному набору божеств из кельтского пантеона, в том числе следующим из них: Луг, Бригантия, Аанъя, Эрикъюрэ. Этот альтернативный набор божеств составлен исходя не из их значимости для древних кельтов, и исходя из их предполагаемой значимости для современных людей, идущих по пути духовного развития (и обращающихся к кельтской мифологии в поисках духовного направления), а также исходя из безопасности поклонения им (указанный альтернативный набор божеств содержит только те божества, которые не требуют кровавых жертв). В частности, регулярный духовный контакт с указанным альтернативным набором божеств рекомендован в книге одного из «проповедников» духовных учений «Нового века» — Дорин Вирче, «Архангелы и вознесённые учителя» (2004).

### На русском языке
- Блейк Стив, Ллойд Скотт. Пендрагон. Король Артур: рождение легенды / Пер. с англ. Ю. Р. Соколова. — М.: Вече, 2006. — 352 с.: ил. — (Ключи от Авалона. Мегапроект — Terra Incognita). — ISBN 5-9533-1173-7.
- Блейк Стив, Ллойд Скотт. Ключи от замка Грааля / Пер. с англ. Ю. Р. Соколова. — М.: Вече, 2006. — 384 с.: ил. — (Ключи от Авалона. Мегапроект — Terra Incognita). — ISBN 5-9533-1326-8.
- Бондаренко Г. В. Мифология пространства древней Ирландии. — М.: Языки славянской культуры, 2003. — 416 с. — (Язык. Семиотика. Культура. Малая серия). — ISBN 5-94457-127-6.
- Бондаренко Г. В. Мифы и общество Древней Ирландии. — М.: Языки славянской культуры, 2016. — 512 с. — ISBN 978-5-94457-270-7.
- Бретонские легенды / Сост. и пер. А. Р. Мурадовой. — М.: Неолит, 2016. — 3-е изд. — 272 с. — ISBN 978-5-9906768-8-6.
- Гальфрид Монмутский. История бриттов. Жизнь Мерлина / Сост. А. Д. Михайлов. — М.: Наука, 1984. — 288 с. — (Литературные памятники).
- Дуан О. Кельты / Пер. с англ. А. В. Милосердовой. — М.: Мир книги, 2008. — 128 с.: ил. — (Мифы и легенды народов мира). — ISBN 978-5-486-01964-7.
- Ирландские саги / Пер. с ирл. А. А. Смирнова. — Л.: Гослитиздат, 1961. — 3-е изд. — 298 с.
- Ирландские и валлийские сказки / Пер. с англ. Н. В. Шерешевской. — М.: Гендальф-Мет, 1993. — 320 с.: ил. — ISBN 5-88044-022-2.
- Калыгин В. П. Этимологический словарь кельтских теонимов. — М.: Наука, 2006. — 182 с. — ISBN 5-02-034377-3.
- Кельтская мифология / Пер. с англ. С. Головой и А. Голова. — М.: Эксмо, 2004. — 640 с. — ISBN 5-699-01165-X.
- Кельтские мифы. Валлийские сказания, Ирландские сказания / Пер. с англ. Л. И. Володарской. — Екатеринбург: У-Фактория. 2006. — 496 с. — (Bibliotheca Mythologica). — ISBN 5-9709-0219-5.
- Коллис Джон. Кельты: истоки, история, миф / Пер. В. В. Эрлихмана. — М.: Вече, 2007. — 288 с. — (Ключи от Авалона. Мегапроект — Terra Incognita). — ISBN 978-5-9533-1855-6.
- Король птиц. Ирландские сказки и легенды / Пер. с англ. Н. В. Шерешевской. — М.: КРУГ, Фонд И. Д. Сытина, Роскнига, 1993. — 144 с. — ISBN 5-87020-022-9.
- Кэртин Джеремия. Легенды и мифы Ирландии / Пер. Л. А. Игоревского. — М.: ЗАО «Центрполиграф», 2008. — 224 с. — ISBN 978-5-9524-3878-1.
- Легенды Зелёного острова. Ирландские саги / Пер. А. А. Смирнова. Пред. Натальи О'Шей. Под ред. С. Э. Ласточкина. — М.: Вече, 2018. — 288 с. — (Всемирная история). — ISBN 978-5-4444-6696-4.
- Лики Ирландии. Книга сказаний / Пер. с англ. С. В. Шабалова. — СПб.: Летний сад, 2001. — 286 с. — (Anima Celtica). — ISBN 5-94381-002-1.
- Мабиногион. Легенды средневекового Уэльса / Пер. с валл. В. В. Эрлихмана. — М.: Аграф, 2002. — 2-е изд. — 416 с. — (Наследие кельтов. Источники). — ISBN 5-7784-0209-0.
- Маккалох Джон Арнотт. Религия древних кельтов / Пер. с англ. С. П. Евтушенко. — М.: ЗАО «Центрполиграф», 2004. — 336 с. — ISBN 5-9524-1303-X.
- Михайлова Т. А. Суибне-гельт зверь или демон, безумец или изгой. — М.: Аграф, 2001. — 448 с. — (Наследие кельтов. Исследования). — ISBN 5-7784-0184-1.
- Память острова Мэн. Книга сказаний / Пер. с англ. С. В. Шабалова. — СПб.: Летний сад, 2002. — 192 с. — (Anima Celtica). — ISBN 5-94381-071-4.
- Плавание Святого Брендана. Средневековые предания о путешествиях, вечных странниках и появлении обитателей иных миров / Пер. с лат. и старофранц. Н. С. Горелова. — СПб.: Азбука-классика, 2002. — 320 с. — ISBN 5-352-00238-1.
- Похищение Быка из Куальнге / Пер. с ирл. С. В. Шкунаева, Т. А. Михайловой, В. И. Швыряева. — М.: Наука, 1985. — 496 с. — (Литературные памятники).
- Предания и мифы средневековой Ирландии / Сост., пер. С. В. Шкунаева. — М.: Изд-во МГУ, 1991. — 284 с. — (Университетская библиотека). — ISBN 5-211-00885-5.
- Предания кельтов Бретани / Пер. А. Р. Мурадовой. — М.: Менеджер, 2001. — 2-е изд. — 320 с. — (Легенды, предания и сказки народов Европы). — ISBN 5-8346-0082-4.
- Рис Алвин, Рис Бринли. Наследие кельтов. Древняя традиция в Ирландии и Уэльсе / Пер. с англ. Т. А. Михайловой. — М.: Энигма, 1999. — 480 с. — (История духовной культуры). — ISBN 0-500-27039-2.
- Роллестон Томас. Мифы, легенды и предания кельтов / Пер. с англ. Е. В. Глушко. — М.: ЗАО «Центрполиграф», 2004. — 349 с. — ISBN 5-9524-1063-4.
- Саги об уладах / Пер. с ирл. Т. А. Михайловой, С. В. Шкунаева, Н. Ю. Чехонадской, Н. А. Николаевой. — М.: Аграф, 2004. — 640 с. — (Наследие кельтов. Источники). — ISBN 5-7784-0270-8.
- Сказания красного дракона. Волшебные сказки и предания кельтов / Под. ред. А. В. Платова. — М.: Менеджер, 1996. — 416 с. — ISBN 5-87457-036-5.
- Сказки Британских островов: В 2-х тт. — Т. 1. Ирландские сказки. Валлийские сказки / Пер. с англ. Н. В. Шерешевской. — М.: Изд-во им. Сабашниковых, 1992. — 256 с. — ISBN 5-8242-0009-2.
- Спенс Льюис. Тайны древних бриттов / Пер. с англ. Н. М. Забилотского. — М.: Вече, 2007. — 272 с.: ил. — (Ключи от Авалона. Мегапроект — Terra Incognita). — ISBN 978-5-9533-2148-8.
- Стефенс Джеймс. Пять королевств Ирландии: битвы, любовь и странствия ирландских вождей и героев / Пер. с англ. В. Фирсова, С. Ермакова, Л. Колотушкина. — М.: Менеджер, 1998. — 224 с. — ISBN 5-87457-128-0.
- Уильямс Марк. Кельты. Мифология, сформировавшая наше сознание / Пер. с англ. О. Чумичевой. — М.: Манн, Иванов и Фербер, 2023. — 288 с. — (Мифология, сформировавшая наше сознание). — ISBN 978-5-00195-816-1.
- Хроника бриттов. Книга сказаний / Пер. с англ. С. В. Шабалова. — СПб.: Летний сад, 2005. — 208 с. — (Anima Celtica). — ISBN 5-94381-093-5.
- Чудесное плавание Брана. По мотивам кельтских преданий / Пер. с англ. Е. В. Перехвальской. — М.: Терра, 1996. — 480 с.: ил. — (UNICORNIS). — ISBN 5-300-00359-X.
- Широкова Н. С. Культура кельтов и нордическая традиция античности. — СПб.: Евразия, 2000. — 352 с.: ил. — (Barbaricum). — ISBN 5-8071-0046-8.
- Широкова Н. С. Мифы кельтских народов — М.: Астрель; ООО «АСТ»; ООО «Транзиткнига», 2005. — 432 с.: ил. — (Мифы народов мира). — ISBN 5-17-019444-7, ISBN 5-271-08709-3, ISBN 5-9578-0397-9.
- Шкунаев С. В. Кельтская мифология // Мифы народов мира  / Гл. ред. С. А. Токарев. — М.: Советская энциклопедия, 1987. — Т. 1: А–К. — С. 633–637.
- Шотландская старина. Книга сказаний / Пер. с англ. С. В. Шабалова. — СПб.: Летний сад, 2001. — 256 с. — (Anima Celtica). — ISBN 5-94381-040-4.

### Зарубежная
- Celtic Mythology. Geddes & Grosset, 2002.
- Fontes historiae religionis Celticae, hrsg. v. J. Zwicker, [Bd 1-2], Bonn, 1934-35
- The Mabinogian, trans. G. Jones, T. Jones, L., 1950
- Troedd Ynys Pridein. The Triads of Britain, ed. by R. Bromwich, Cardiff, 1961 (фрагменты на рус. яз. в кн.: Легенды о Тристане и Изольде, М., 1976)
- D’Arbois de Jubainville Н., Le cycle mythologique irlandais et la mythologie celtique, P., 1884
- Нamel A. G. van, Aspects of Celtic mythology, L., 1935
- Sjoestedt-Jonval M.-L., Dieux et héros des celtes, P., 1940
- O’Rahilly T. F., Early Irish history and mythology, Dublin, 1946
- Murphy G., Saga and myth in ancient Ireland, Dublin, 1955
- Duval P. М., Les dieux de la Gaule, P., 1957
- Marx J., Les littératures seltiques, P., 1969
- Le Roux F., Les Druides, P., 1961
- Vries J. de, Keltische Religion, Stuttg., 1961
- Rees A., Rees В., Celtic heritage, L., 1961